# Absolutely Not!
Absolutely Not! är en Juno Award-nominerad danslåt framförd av den amerikanska R&B/Disco-sångerskan Deborah Cox, komponerad av Eric Johnson och Christopher Jennings som filmmusik till Dr. Dolittle 2 med Eddie Murphy. 
Låtens budskap är att kvinnor ska stå upp för sig själva. I dess refräng sjunger sångerskan; "Should I wear my hair in a ponytail? Should I dress myself up in chanel? Do I measure me by what you think? Absolutely not!". Låten släpptes som singel i mitten av 2001 och blev en smash-hit på USA:s danslista där den låg två veckor som etta och höll sig kvar på listan i 12 veckor. Följande år nominerades singeln till en Juno Award med utmärkelsen "Best Dance Recording". Låten är till dato en av Deborah Coxs mest uppskattade danslåtar. År 2002 inkluderades "Absolutely Not!" på Coxs tredje studioalbum The Morning After.
Den holländska sångerskan Glennis Grace spelade in en cover av låten år 2003 som tog sig till en 68:e plats i Nederländerna.

## Format och innehållsförteckningar
- Vinyl, 12"

1. "Absolutely Not!" (Chanel Club Mix) - 10:02
2. "Absolutely Not!" (Chanel Club Dub) -	7:31
3. "Absolutely Not!" (Original Version) - 3:39

## Listor
| Listor (2001)                         | Topp position |
| ------------------------------------- | ------------- |
| Amerikanska Billboard Dance Club Play | 1             |